# 醇鉴
《醇鉴》（Decanter）是一个英国葡萄酒媒体，出版同名杂志和葡萄酒相关的线上新闻，主要关注英国和美国的葡萄酒市场，面向读者主要为消费者。

## 历史
杂志于1975年在伦敦成立，之前曾在英国报纸上发表过不少葡萄酒专栏。 截至2011年，它已在91个国家/地区出版，其中包括2005年最晚加入的中国。其专栏作家和定期撰稿人包括多位葡萄酒大师。
1999年，杂志推出其网站Decanter.com。醇鉴国际葡萄酒大奖赛（Decanter World Wine Awards）于2004年由其建立。